# Поток (Любуське воєводство)
Поток (пол. Potok, нім. Pattag) — село в Польщі, у гміні Пшевуз Жарського повіту Любуського воєводства.
Населення — 145 осіб (2011).
У 1975-1998 роках село належало до Зеленогурського воєводства.

## Демографія
Демографічна структура станом на 31 березня 2011 року:
|          | Загалом | Допрацездатний вік | Працездатний вік | Постпрацездатний вік |
| -------- | ------- | ------------------ | ---------------- | -------------------- |
| Чоловіки | 71      | 11                 | 50               | 10                   |
| Жінки    | 74      | 16                 | 43               | 15                   |
| Разом    | 145     | 27                 | 93               | 25                   |